# 박문영
박문영(朴文榮, 1952년 ~ )은 대한민국의 작사가·작곡가·가수·기타 연주자·프로듀서·음악 평론가·작가이다. 작사가·작곡가로 활동하던 동안에는 박인호(朴仁浩)라는 예명을, 작가로 활동하던 동안에는 문영이라는 필명을 사용했다.

## 생애
박문영은 1952년에 경상남도 부산시(현재의 부산광역시)에서 태어났다. 박문영의 아버지는 강원도(현재의 강원특별자치도) 원주시 출신의 목수이고 어머니는 강원도 평창군 출신이다. 박문영의 부모는 6.25 전쟁이 진행 중이던 1952년에 피란지였던 부산에서 박문영을 출산했다.
박문영은 어린 시절에 가족들과 함께 서울특별시로 이주했으며 초등학교 재학 시절부터 바이올린을 배웠다. 대광중학교, 대광고등학교, 서울대학교 공과대학 건축학과를 졸업했고 1973년부터 1978년까지 김은광과 함께 남자 2인조 기타 음악 그룹 논두렁 밭두렁의 멤버로 활동했다.
박문영은 군복무 이후에 한동안 대우엔지니어링에서 발전소 설계 담당자를 맡았고 1977년에 동양방송(TBC) FM 라디오 프로듀서로 입사했다. 1980년 11월에 실시된 언론통폐합 조치에 따라 한국방송공사(KBS)로 자리를 옮겼고 라디오 프로그램 《밤을 잊은 그대에게》, 《안녕하세요 황인용 강부자입니다》, 《가위바위보》, 《KBS 대학가요축제》의 연출을 맡았다. 그 외에 KBS 2TV 개그 프로그램 《유머 일번지》의 작가로도 활동했다.
박문영은 1982년에 가수 정광태가 발표한 노래 《독도는 우리 땅》을 작사·작곡하면서부터 작사가·작곡가·음악 평론가로 활동했으며 주로 한국의 역사·문화를 소재로 한 노래를 발표했다. 1990년 7월에는 KBS FM 라디오 음악 전문 프로듀서 자리에서 물러났다. 1991년에는 희극인 최영준이 발표한 노래 《한국을 빛낸 100명의 위인들》을 작사·작곡했는데 이 노래는 1991년에 한국노랫말연구회가 주최한 제5회 한국노랫말대상 시상식에서 나라사랑 노랫말상을 수상하기도 했다.
박문영은 어린이역사노래회를 직접 설립하여 한국의 역사·문화를 소재로 하여 작사·작곡한 노래를 보급했다. 그 외에 어린이 역사 캠프, 어린이를 위한 역사 노래 교실, 국토 역사 여행 순례를 운영하여 어린이들에게 한국의 역사를 설명하는 데에 주력했다. 또한 음악 프로듀서로 활동하면서 김광석, 길은정, 변진섭, 시인과 촌장을 비롯한 신인 가수들을 발굴하기도 했다. 1992년 11월에는 황영조 선수의 1992년 바르셀로나 하계 올림픽 남자 마라톤 금메달을 기념하기 위하여 《황영조 마라톤 제패 기념 음반 - 어머니 나는 해냈습니다》를 제작했다.
박문영은 1992년부터 1998년까지 SBS 라디오 프로듀서로 근무했다. 1994년부터 1995년까지 KBS 프로그램 《전국노래자랑》 심사위원을 맡았는데 김선동 아나운서가 하차하고 송해가 다시 들어올 때 정풍송, 신대성, 이호섭에게 자리를 물려줬다. 박문영은 2000년부터 2006년까지 가족들과 함께 미국 댈러스에 거주했다. 2010년에는 한국콘서바토리(현재의 한국국제예술원) 연예비즈니스학부 교수로 활동했고 2017년에는 2018년 평창 동계 올림픽 성공 기원 동요 앨범 《평창송》을 제작했다.

## 주요 작품

### 노래
- 《독도는 우리 땅》 (1982년, 노래: 정광태)
- 《도요새의 비밀》 (1983년, 노래: 정광태)
- 《호랑이와 수수깡》 (1983년, 노래: 정광태)
- 《바보 온달과 평강공주》 (1983년, 노래: 정광태)
- 《당신은 꽃처럼》 (1983년, 노래: 정광태)
- 《지구는 멸망하지 않으리》 (1983년, 노래: 정광태)
- 《화랑 관창》 (1983년, 노래: 정광태)
- 《아인슈타인》 (1983년, 노래: 정광태)
- 《의병대장 곽재우》 (1983년, 노래: 정광태)
- 《계백 장군》 (1983년, 노래: 정광태)
- 《광개토대왕》 (1983년, 노래: 정광태)
- 《아름다운 우리 나라》 (1984년, 노래: 인순이)
- 《흔들리는 갈대》 (1984년, 노래: 인순이)
- 《여기가 어디냐》 (1984년, 노래: 인순이)
- 《야속한 내님》 (1984년, 노래: 인순이)
- 《너와 나》 (1984년, 노래: 인순이)
- 《이별의 눈동자》 (1984년, 노래: 인순이)
- 《길섶에 핀 꽃》 (1984년, 노래: 인순이)
- 《김치 주제가》 (1985년, 노래: 정광태)
- 《짜라빠빠》 (1985년, 노래: 정광태)
- 《악어 사냥》 (1985년, 노래: 정광태)
- 《힘내라 힘》 (1985년, 노래: 정광태)
- 《탈춤 노래》 (1985년, 노래: 정광태)
- 《큰 바위 작은 바위》 (1985년, 노래: 정광태)
- 《번쩍 번쩍》 (1985년, 노래: 정광태)
- 《남몰래 흘리는 눈물》 (1988년, 노래: 남궁옥분)
- 《늦지 않았어요》 (1990년, 노래: 이지연)
- 《외로움의 계절》 (1990년, 노래: 강수지)
- 《한국을 빛낸 100명의 위인들》 (1991년, 노래: 최영준)
- 《마음은 하나》 (1991년, 노래: 최영준)
- 《대한의 용사》 (1991년, 노래: 최영준)
- 《우리는 한민족》 (1991년, 노래: 최영준)
- 《달려라 소년 고주몽》 (1991년, 노래: 서선택(슈퍼맹꽁이))
- 《백결 선생 떡방아》 (1991년, 노래: 서선택(슈퍼맹꽁이))
- 《항일 투쟁 33인》 (1991년, 노래: 서선택(슈퍼맹꽁이))
- 《나의 꿈》 (1992년, 낭송: 황영조)
- 《어머니 나는 해냈습니다》 (1992년, 노래: 배영호)
- 《힘내라 코리아!》 (1992년, 노래: 소리모둠)
- 《젊은 날에 맺은 우정》 (1992년, 노래: 뮤즈)
- 《힘내라 힘 접속곡》 (1992년, 노래: 사랑노래와 하나되기)
- 《꿈의 세계로》 (1992년, 노래: 삼각형)
- 《황제를 위하여》 (1993년, 노래: 홍수철)
- 《돈 때문에》 (1993년, 노래: 홍수철)
- 《사랑을 가르쳐준 사람》 (1993년, 노래: 홍수철)
- 《그대가 원한다면》 (1993년, 노래: 홍수철)
- 《어머니》 (1993년, 노래: 홍수철)
- 《결번》 (1993년, 노래: 홍수철)
- 《대지의 항구, 독도 그리고 서울》 (1994년, 노래: 블랙홀)
- 《한국을 빛낸 100명의 스포츠맨》 (2001년, 노래: 최영준)
- 《아! 고구려》 (2004년, 노래: 서희)
- 《대한민국 싸우지 마》 (2004년, 노래: 서희)
- 《독도로 날아간 호랑나비》 (2005년, 노래: 정광태)
- 《신 독도는 우리 땅》 (2006년, 노래: 마법전설)

### 저서
- 시집 《너랑 결혼하고 싶어》 (1991년, 바하) - '문영'이라는 필명으로 출간됨.
- 창작 소설 《정지 마을에서 보내온 쌩떽쥐베리의 편지》 (1992년, 바하) - 앙투안 드 생텍쥐페리의 소설 《어린 왕자》의 속편 성격을 띤 우화 형식의 소설.
- 만화 《어린이를 위한 역사 여행 만화 시리즈 - 한국을 빛낸 100명의 위인들》 (1996년, 상아출판) - 총 5권으로 구성됨. 박문영이 글을, 이남우가 그림을 담당함.
- 만화 《어린이를 위한 역사 여행 만화 시리즈 - 세계를 빛낸 100명의 위인들》 (1996년, 상아출판) - 총 3권으로 구성됨. 박문영이 글을, 이남우가 그림을 담당함.
- 창작 소설 《아름다운 여행》 (1997년, 북클럽) - 앙투안 드 생텍쥐페리의 실종을 모티브로 하여 사막에서의 자신만의 깨달음을 주제로 지은 소설.
- 소설 《황제 - 제국의 부활》 (2009년, 평민사) - 총 3권으로 구성됨. '문영'이라는 필명으로 출간됨. 한국콘텐츠진흥원이 주최한 제1회 대한민국 문화콘텐츠 공모전 소설 부문 1위 수상작.
- 수필집 《넘어져야 일어설 수 있고 일어서야 걸을 수 있다》 (2013년, 나래북) - 스스로 자신을 되돌아보고 깨우쳐가는 과정, 인생 역전의 지혜를 알려주는 에세이를 모은 책.
- 수필집 《누구나 꿈꾸지만 아무나 이룰 수 없는 것들》 (2014년, 나래북) - 자신의 인생에 관한 회고와 우화를 결합한 수필집.
- 그림책 《(그 누가 아무리 자기네 땅이라고 우겨도) 독도는 우리 땅》 (2015년, 하늘을나는코끼리) - 어린이들에게 독도에 관한 정보를 전달하기 위해 집필한 그림책.
- 수필집 《걱정 말아요, 엄마》 (2017년, 나래북) - '엄마'를 통해 행복한 삶을 발견하는 내용이 담긴 에세이를 모은 책.